# Xanthochroa trinotata
Xanthochroa trinotata är en skalbaggsart som beskrevs av Leconte 1866. Xanthochroa trinotata ingår i släktet Xanthochroa och familjen blombaggar. Inga underarter finns listade i Catalogue of Life.